# Dai Takeda
Dai Takeda (japanisch 武田 大 Takeda Dai; * 24. Oktober 1989 in der Präfektur Kanagawa) ist ein ehemaliger japanischer Fußballspieler.

## Karriere
Takeda erlernte das Fußballspielen in der Schulmannschaft der Toin Gakuen High School und der Universitätsmannschaft der Gakugei-Universität Tokio. Seinen ersten Vertrag unterschrieb er 2012 bei Giravanz Kitakyushu. Der Verein spielte in der zweithöchsten Liga des Landes, der J2 League. 2014 wechselte er zum Kagoshima United FC. Am Ende der Saison 2015 stieg der Verein in die J3 League auf. Für den Verein absolvierte er 35 Ligaspiele. 2017 wechselte er zum Ligakonkurrenten AC Nagano Parceiro. Für den Verein absolvierte er zwei Ligaspiele. 2018 wechselte er zu Artista Asama. Ende 2018 beendete er seine Karriere als Fußballspieler.